# Albrecht Christian Kalle

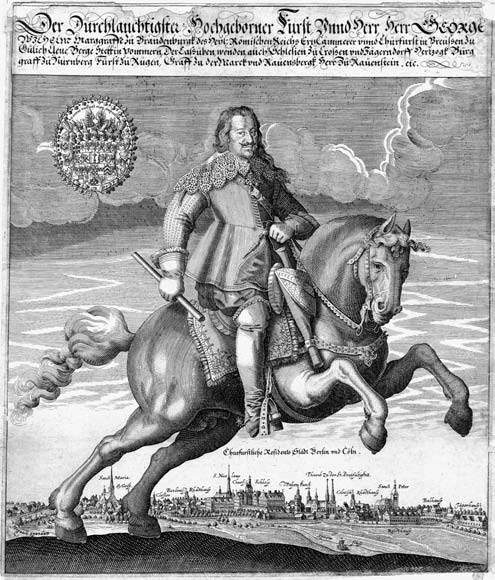
Kurfürst Georg Wilhelm. Im Hintergrund Ansicht der Residenzstädte Berlin und Cölln. Kupferstich Albrecht Christian Kalle zugeschrieben.

Albrecht Christian Kalle (auch Albert Christian Kalle, * 18. Februar 1611 in Berlin; † 1679 in Strausberg) war ein deutscher Zeichner und Kupferstecher.

## Leben und Werk
Albrecht Christian Kalle war ein Sohn des Buchbinders und späteren Buchhändlers und Verlegers Hans Kalle. Er lernte in Strausberg und war dann in der Zeit von 1630 bis 1670 als Zeichner und Kupferstecher in Berlin und Strausberg tätig. 1636 wurde er Mitglied der Buchbinderinnung in Berlin. Die schwierigen Zeiten im Dreißigjährigen Krieg veranlassten ihn, 1642 den Kurfürsten um eine Anstellung als Amts- oder Kornschreiber (ein Bediensteter der die Getreideeinnahmen und -ausgaben kontrolliert) zu bitten, da er von seiner Kunst alleine nicht mehr leben konnte. Eine passende Stelle war aber nicht frei. Nach dem Tod seiner ersten Frau, der Witwe des Berliner Advokaten Adam Pfuel, heiratete er die Strausberger Ratsherrenwitwe Diewitz geb. Blesendorf und erhielt 1647 in Strausberg die Stelle eines Stadtschreibers. Danach wurde er Advokat und 1660 zum Richter berufen.
Nach dem Ende des Dreißigjährigen Krieges und der Rückkehr des Großen Kurfürsten nach Berlin belebte sich das Verlagsgeschäft wieder und Albrecht Christian konnte wieder als Kupferstecher für den Verlag seines Vaters tätig werden.
Einer der ältesten Berliner Kupferstiche, das Reiterbildnis des Kurfürsten Georg Wilhelm mit einer kleinen Gesamtansicht der Residenzstädte Berlin-Cölln, wird Albrecht Christian zugeschrieben. Das Titelblatt des 1654 von Thomas Panckow herausgegebenen „Herbarium oder Kräuter- und Gewächsbuch“ stammt unbestritten von ihm. Er schuf bevorzugt Porträts brandenburgischer und anderer Fürsten sowie bekannter Persönlichkeiten, teils nach eigenen Entwürfen, teils nach Vorlagen anderer Künstler.